# KWord
KWord is een vrije tekstverwerker, die deel uitmaakt van KOffice, een kantoorsoftwarepakket voor KDE. KWord is opgevolgd door Calligra Writer; de laatste nieuwe release van KWord was in 2007.
Ondanks zijn naam, was KWord niet opgevat als een kloon van Microsoft Word. Hoewel KWord zo veel mogelijk opties van Word ondersteunt, verschilt het programma wezenlijk. Het opmaakschema in KWord is gebaseerd op frames, gelijkaardig aan Adobe FrameMaker. Deze frames kunnen overal op de pagina geplaatst worden, en kunnen tekst, figuren en objecten bevatten. Elke nieuwe pagina is een nieuw frame, maar de tekst kan wel doorlopen door KWords mogelijkheid om frames aan elkaar te koppelen. Het gebruik van frames zorgt ervoor dat een complexe grafische lay-out relatief gemakkelijk met KWord gemaakt kan worden.

## Geschiedenis
KWord werd opgezet als onderdeel van het KOffice project in 1998, waarbij men verschillende ideeën van Adobe FrameMaker gebruikte, zoals de frames. De oorspronkelijke maker gaf toe dat de applicatie en de code niet van de bovenste plank waren, aangezien het zijn eerste object-georiënteerde applicatie was.
In 2000 waren er veel problemen met KWord, en was het heel moeilijk om nog problemen op te lossen, en niemand werkte meer aan de bekende problemen. Er was geen officiële uitgave van het programma meer geweest gedurende die tijd. In het begin van hetzelfde jaar begon iemand anders het programma te onderhouden, en gedurende dat jaar en het begin van 2001 werden problemen met de structuur van de toepassing verbeterd.
Veel dtp-toepassingen gebruiken frames, zoals KWord, maar deze dtp-toepassingen gebruiken het concept 'master pages', die de gebruiker de mogelijkheid geven om de structuur van het document te ontwerpen. De meeste gebruikers begrijpen de concepten van master pages echter niet, en werken er uiteindelijk omheen. De ontwikkelaars van KWord besloten om de frames te ontwerpen als een bruikbare variant van master pages, maar met een intelligente manier van frames kopiëren en positioneren wanneer een nieuwe pagina wordt gemaakt, bijvoorbeeld wanneer er te veel tekst op één pagina is.